# Effet de distance numérique
L’effet de distance numérique est le phénomène selon lequel plus deux nombres sont proches, plus les humains mettent de temps à apprécier leur différence de grandeur.

## Études
Cet effet est mis en évidence par des résultats inattendus obtenus dans une expérience réalisée en 1967 par Robert S. Moyer et Thomas K. Landauer : les adultes dans cette expérience ont dû choisir le nombre le plus grand entre deux propositions en appuyant sur un bouton,. La comparaison de grandeur chez les sujets humains fait, de surcroît, additionner à l’effet de distance un effet de taille : elle est, en effet, plus facile plus les nombres sont petits.